# Fremdenverkehrsamt

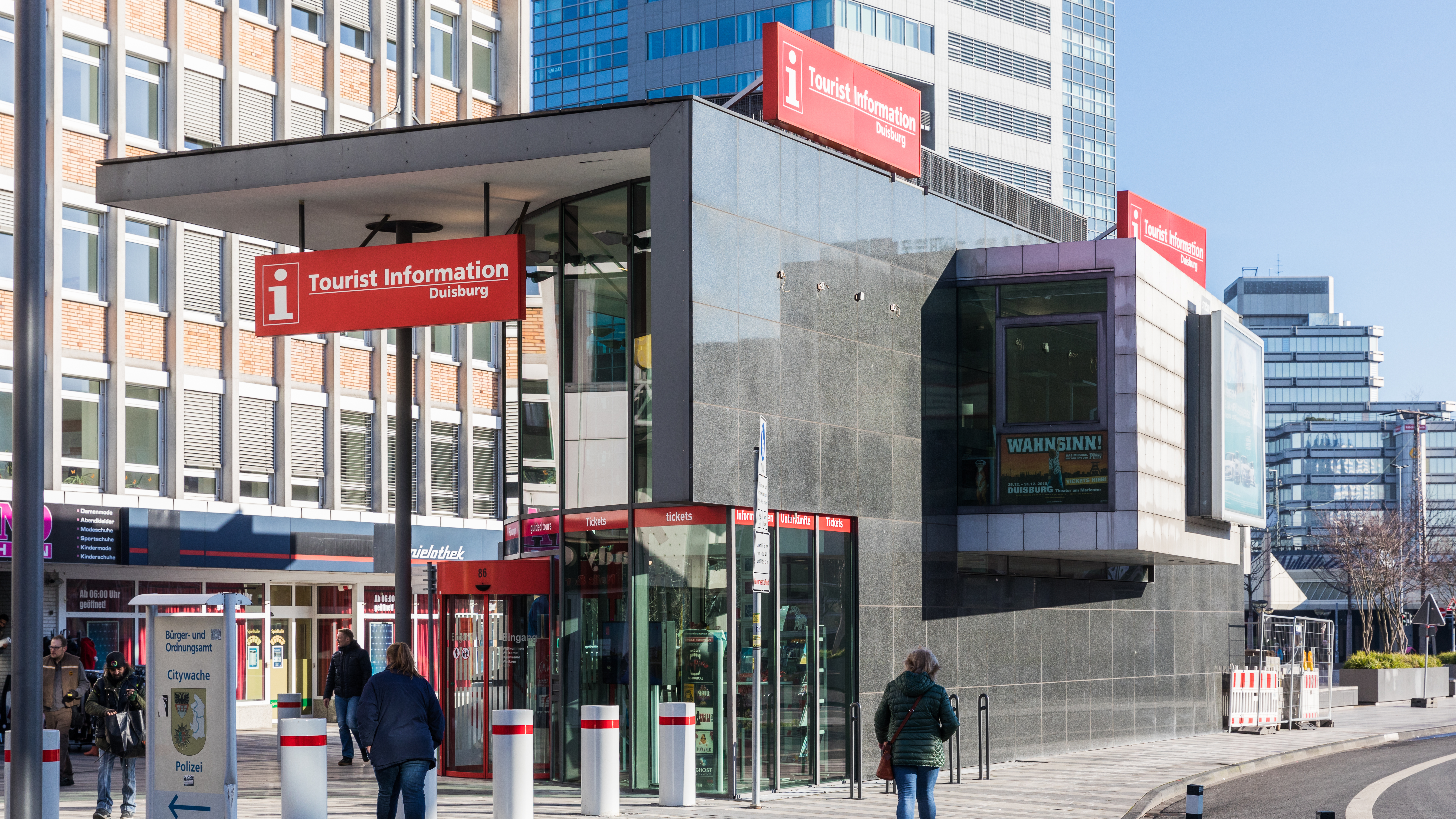
Tourist Information in Duisburg

Ein Fremdenverkehrsamt oder Touristinformationsbüro, abgekürzt Touristinformation ist eine von staatlichen oder lokalen Behörden oder örtlichen Tourismusverbänden betriebene öffentliche Einrichtung, um Informationen zur Region und Hilfe für Touristen anzubieten und das lokale Gastgewerbe zu bewerben. In vielen Ländern werden diese Einrichtungen am Eingang mit einem „i“ gekennzeichnet.
Die Dienstleistungen der Touristinformation umfassen die Vermittlung von Unterkünften, Tipps und Ratschläge zur Gegend und Bereitstellung von häufig kostenlosem Informationsmaterial, wie Karten und Broschüren zu Sehenswürdigkeiten, Museen und anderen lokalen Besonderheiten. Zudem sind in Touristinformationen häufig Souvenirs oder Eintrittskarten erhältlich.